# Eisenbach bei Niederselters
Eisenbach bei Niederselters este o arie protejată (arie specială de conservare — SAC, sit de importanță comunitară — SCI) din Germania întinsă pe o suprafață de 13,13 ha, integral pe uscat.

## Localizare
Centrul sitului Eisenbach bei Niederselters este situat la coordonatele 50°20′37″N 8°16′24″E / 50.3436°N 8.2733°E.

## Înființare
Situl Eisenbach bei Niederselters a fost declarat sit de importanță comunitară în noiembrie 2004 pentru a proteja 1 specie de animale. Situl a fost protejat și ca arie specială de conservare în martie 2008.

## Biodiversitate
Situată în ecoregiunea continentală, aria protejată conține 2 habitate naturale: Păduri de fag Luzulo-Fagetum, Păduri aluvionare cu Alnus glutinosa și Fraxinus excelsior (Alno-Padion, Alnion incanae, Salicion albae).
La baza desemnării sitului se află o specie protejată de  pești: cicar (Lampetra planeri).